# Stanisław Kostanecki
Stanisław Kostanecki (né le 16 avril 1860 à Myszaków alors Royaume de Prusse, auj. Pologne -  mort le 15 novembre 1910 à Wurtzbourg) est un chimiste polonais connu pour l'acylation de Kostanecki.

## Biographie
Il est le fils de Jan Nepomucen Kostanecki, propriétaire terrien et de Michalina née Dobrowolska. Il est également le frère d'Antoni Kostanecki, économiste et recteur d'université de Varsovie et le frère de Kazimierz Kostanecki, médecin et recteur d'université Jagellonne. Il commence son éducation à Poznań, ensuite il entreprend des études à l'université de Berlin. Dès 1886 il travaille à l'école de chimie de Mulhouse où il devient directeur adjoint. En 1889 il passe son doctorat à l'université de Bâle. Un an plus tard il obtient le titre de professeur à l'université de Berlin. Durant sa carrière il est directeur de thèse de 161 docteurs.
Il est l'auteur d'environ 200 publications scientifiques en allemand et en polonais. Pendant ses études à Berlin il s'occupe de la composition et la synthèse de colorants végétaux. Il écrit une dissertation avec K. Liebermann sur le groupe azo. En 1910 il est le premier, avec Janina Miłobędzka et Wiktor Lampe (ou avec Tadeusz Miłobędzki) à définir la composition chimique de la curcumine. Il travaille également avec Kazimierz Funk. La réaction de Kostanecki est une méthode chimique pour former des chromones et des dérivés de la coumarine.
Depuis 1978 la société chimique de Pologne décerne la médaille Stanisław-Kostanecki.